# Džemo Neslanović
Džemo Neslanović (* 5. April 1983) ist ein bosnischer Fußballspieler.

## Karriere
Neslanović begann seine Karriere beim FC Thüringen. Zur Saison 2000/01 rückte er dort in den Kader der ersten Mannschaft. Zur Saison 2002/03 wechselte er zum Regionalligisten SCR Altach. Im Januar 2004 schloss er sich dem Ligakonkurrenten FC Rot-Weiß Rankweil an. Nach einem halben Jahr in Rankweil kehrte er zur Saison 2004/05 wieder nach Altach zurück, das in seiner Abwesenheit in die zweite Liga aufgestiegen war. Nach dem Aufstieg gab er dann im Juli 2004 gegen die Kapfenberger SV sein Debüt in der zweithöchsten Spielklasse. Bis Saisonende kam er zu 13 Zweitligaeinsätzen, in denen er ein Tor erzielte.
Zur Saison 2005/06 wechselte er zum Regionalligisten FC Hard. Zur Saison 2006/07 wechselte er eine Liga tiefer zum FC Koblach. Zur Saison 2007/08 schloss er sich dann innerhalb der Vorarlbergliga dem FC Rätia Bludenz an. Mit Rätia musste er aber am Ende der Saison 2008/09 aus der vierthöchsten Spielklasse absteigen. In Bludenz kam er insgesamt zu 47 Einsätzen in den Spielklassen vier und fünf. Im Januar 2010 wechselte Neslanović zum viertklassigen FC Viktoria 62 Bregenz. Auch mit Bregenz musste er am Ende der Saison 2012/13 dann in die Landesliga absteigen. Bei der Viktoria verbrachte der Bosnier insgesamt fünfeinhalb Jahre, in denen er zu 126 Einsätzen in Vorarlberg- und Landesliga kam.
Nachdem er mit Viktoria Bregenz 2015 auch aus der Landesliga abgestiegen war, blieb Neslanović in der Liga und schloss sich zur Saison 2015/16 dem FC Schwarzach an. Mit Schwarzach gelang ihm 2017 der Aufstieg in die Vorarlbergliga. In zweieinhalb Jahren beim Klub kam er zu 52 Ligaeinsätzen. Im Januar 2018 wechselte er zum sechstklassigen SC Hatlerdorf. Mit Hatlerdorf stieg er 2019 in die Landesliga auf. Nach dem Aufstieg rückte Neslanović aber in den Kader der Reserve in der neunten Spielstufe und kommt seither nur noch unregelmäßig für die Landesligamannschaft zum Zug.